# Ponte de San Mateo
A Ponte San Mateo-Hayward (em inglês:San Mateo – Hayward Bridge) ou simplesmente Ponte de San Mateo é uma ponte californiana que cruza a porção sul da Baía de São Francisco, conectando as localidades de San Mateo e Hayward.

## História
A ponte anterior, chamada de San Francisco Bay Toll-Bridge, foi construída em 1929 e após a completagem foi considerada a maior ponte do mundo. A ponte possuia postes de iluminação ao longo da via, que foram retirados sendo somente deixados os do vão central.